# Haemodoraceae
Haemodoraceae — родина багаторічних трав'янистих квіткових рослин із 14 родами та 102 відомими видами. В основному родина південної півкулі, вони зустрічаються в Південній Африці, Австралії та Новій Гвінеї, а також в Америці (від Південно-Східної частини США до тропічної Південної Америки).

## Таксономія
Haemodoraceae вперше були описані Робертом Брауном у 1810 році і носять його ім’я як ботанічного авторитета. Альтернативна назва Haemodoreae.
Система APG IV 2016 року (без змін порівняно з попередніми системами APG 2009, 2003 та 1998 років) також визнає цю родину та поміщає її до порядку Commelinales, у кладі комелінід, у однодольних. Родина Haemodoraceae включає приблизно шістнадцять субтропічних або тропічних родів, які зустрічаються в південній півкулі, два в Північній Америці та три відомі культивовані роди в Європі.

## Опис
Haemodoraceae характеризується роздільними шкірястими листками, які є черговими, соковитими, досить великими та часто мечоподібними, з цілісними краями та паралельними жилками.
Рослини двостатеві. Запилювачами є переважно комахи, а також птахи або іноді дрібні ссавці. Волосисті квітки ростуть на кінці безлистового стебла в різних суцвіттях. Родина представлена в Південно-Західній Австралії надзвичайною різноманітністю, включаючи близько шести родів, які зустрічаються лише в цьому регіоні.

## Роди
- Anigozanthos
- Barberetta
- Blancoa
- Conostylis
- Dilatris
- Haemodorum
- Lachnanthes
- Macropidia
- Phlebocarya
- Pyrrorhiza
- Schiekia
- Tribonanthes
- Wachendorfia
- Xiphidium